# Раггаль
Раггаль (нем. Raggal) — коммуна (нем. Gemeinde) в Австрии, в федеральной земле Форарльберг.
Входит в состав округа Блуденц. Площадь общины составляет 41,69 км², население — 877 человек (1 января 2021), плотность населения — 21 чел./км². Официальный код — 80118.

## Население
| Год  | Численность |
| ---- | ----------- |
| 1869 | 761         |
| 1889 | 651         |
| 1890 | 536         |
| 1900 | 512         |
| 1910 | 508         |
| 1923 | 512         |
| 1934 | 543         |
| 1939 | 570         |
| 1951 | 618         |
| 1961 | 612         |
| 1971 | 695         |
| 1981 | 744         |
| 1991 | 810         |
| 2001 | 863         |
| 2011 | 816         |
| 2021 | 877         |

## Политическая ситуация
Бургомистр коммуны — Херман Маналь по результатам выборов 2005 года.
Совет представителей коммуны (нем. Gemeinderat) состоит из 12 мест.